# Туле (Южные Сандвичевы острова)
Ту́ле (англ. Thule Island) — небольшой необитаемый остров в архипелаге Южные Сандвичевы острова в южной части Атлантического океана, которые входят в состав заморской территории Великобритании Южная Георгия и Южные Сандвичевы Острова.
Является одним из наиболее южных островов архипелага, образуя группу Саутерн-Туле, куда входят ещё два острова — Кука и Беллинсгаузена. Из-за своей удалённости получил название в честь легендарного острова Туле, расположенного по мнению древнегреческих географов на краю света. Другое название острова — Моррелл, в честь американского капитана и исследователя Бенджамина Моррелла. Первым остров увидел Джеймс Кук 31 января 1775 года при попытке найти Неведомую Южную землю.
Остров имеет примерно треугольную форму и составляет 7 км в длину и 5 км в ширину. Его площадь — 14 км². На востоке центральной части острова находится гора Ларсен (710 м). В 1,3 км к востоку от юго-восточной оконечности острова расположена скала Твитчер.
25 января 1955 года Аргентина, чтобы отстоять свои притязания на Южные Сандвичевы острова, основала летнюю станцию «Теньенте Эскивель» на юго-восточном побережье Туле. Однако, уже в январе 1956 года станция была эвакуирована из-за извержения вулкана. В 1976 году Аргентина основала на острове военную базу «Корбета Уругвай». База была захвачена британскими войсками и окончательно уничтожена в 1982 году.

## В литературе
Герои романа Жюля Верна «Ледяной сфинкс» в ходе своей экспедиции в Антарктику высаживались на о. Туле.